# Atlantaveldtocht
De Atlantaveldtocht was een reeks van veldslagen die plaatsvonden tussen 7 mei en 2 september 1864 in het noordwesten van Georgia en rond Atlanta tijdens de Amerikaanse Burgeroorlog. De Noordelijke legers onder aanvoering van generaal-majoor William T. Sherman vielen Georgia binnen vanuit Chattanooga, Tennessee. Het Zuidelijke leger van generaal Joseph E. Johnston probeerde deze invasie af te slaan.
Johnstons Army of Tennessee werd in een reeks van flankeerbewegingen gedwongen om zich terug te plooien op Atlanta. In juli werd Johnston vervangen door John Bell Hood die de Noordelijken in enkele frontale aanvallen probeerde op de knieën te dwingen. Hoods leger werd uiteindelijk belegerd in Atlanta tot de stad viel op 2 september 1864.

## Achtergrond
De Atlantaveldtocht volgde de Chattanoogaveldtocht op die plaatsvond in november 1863. Chattanooga stond bekend als de "Poort tot het zuiden" en de Noordelijke overwinning bij Chattanooga stond bekend als de "Opening van de poort". Nadat Ulysses S. Grant was gepromoveerd tot General of the Army verliet hij zijn favoriete luitenant, Sherman, die het bevel had over de westerse legers. Terwijl hij George G. Meade, Benjamin Butler, Franz Sigel, George Crook, en William W. Averell en hun eenheden naar Virginia stuurde, stuurde hij Nathaniel P. Banks eropuit om Mobile, Alabama in te nemen. Ondertussen werd Sherman eropuit gestuurd om Johston en zijn leger te verslaan, de Atlantaveldtocht.

## Samenstelling van de Strijdkrachten

### Noordelijken
Bij het begin van de veldtocht telde het leger van Sherman drie legers:
- Generaal-majoor James B. McPhersons Army of the Tennessee (dit was Shermans leger in 1863 toen het onder bevel van Grant stond) met de korpsen van generaal-majoorJohn A. Logan (XV Korps), generaal-majoor Grenville M. Dodge (XVI Korps) en generaal-majoor Francis Preston Blair, Jr (XVII Korps). Toen McPherson sneuvelde in de Slag bij Atlanta werd hij vervangen door generaal-majoor Oliver O. Howard.
- Generaal-majoor John M. Schofields Army of the Ohio met Shofield's XXIII Korps en een cavalerie divisie onder bevel van generaal-majoor George Stoneman.
- Generaal-majoor George H. Thomas' Army of the Cumberland met de korpsen van generaal-majoor Oliver O. Howard (IV Korps), generaal-majoor John M. Palmer (XIV Korps), generaal-majoor Joseph Hooker (XX Korps) en het cavaleriekorps van brigadegeneraal Washington L. Elliott. Toen Olivier O. Howard McPherson moest vervangen kreeg generaal-majoor David S. Stanley het bevel over het IV Korps.

In het begin van de veldtocht had Sherman een overwicht van 98.500 tegen 50.000.Later in de veldtocht kreeg Johnston er 15.000 man bij die ter versterking vanuit Alabama gestuurd werden. Tegen begin juni telde het leger van Sherman 112.000 soldaten door een regelmatige aanvoer van nieuwe eenheden.

### Zuidelijken
Als tegenstander van Sherman werd het Army of the Tennessee aangevoerd door luitenant-generaal Joseph E. Johnston, maar ongeveer in de helft van de veldtocht, in juli, werd Johnston vervangen door Luitenant-generaal John Bell Hood. De vier korpsen in dit leger van ongeveer 50.000 soldaten werden aangevoerd door:
- Luitenant-generaal William J. Hardee bestaande uit de divisies van de generaal-majoors Benjamin F. Cheatham, Patrick R. Claburne, William H.T. Walker en William B. Date.
- Luitenant-generaal John Bell Hood bestaande uit de divisies van de generaals-majoor Thomas C. Hindman, Carter L. Stevenson en Alexander P. Stewart.
- Luitenant-generaal Leonidas Polk, ook bekend als de Army of the Mississippi, met de infanteriedivisies van de generaals-majoor William W. Loring, Samuel G. French en Walthall en een cavalerie divisie onder brigadegeneraal William Hicks Jackson. Wanneer Polk sneuvelde op 14 juni, werd hij tijdelijk vervangen door Loring. Op 23 juni werd Alexander P. Stewart bevelhebber van het Army of the Mississippi.
- Generaal-majoor Joseph Wheeler,(Cavalry Korps) met de divisies van generaal-majoor William T. Martin en de brigadegeneraals John H. Kelly en William Y.C. Humes.

Johnston was een ervaren zuidelijke generaal en had in de eerdere jaren van de oorlog George McClellan en zijn Army of the Potomac in de Schiereilandveldtocht en de Zevendagenslag in 1862 teruggedreven. Maar in Georgia, botste hij op de meer agressieve generaal Sherman. Johnstons leger trok zich terug naar posities die sterker en beter te verdedigen waren. In de plaats van suïcidale frontale aanvallen uit te voeren, koos Sherman ervoor om de vijand te verdrijven met flankeerbewegingen. Wanneer Sherman Johnston geflankeerd had (meestal langs de linkerflank), trok Johnston zich terug naar nieuwe stellingen. Beide partijen gebruikten het middel van spoorwegen om hun leger te bevoorraden. Beide generaals maakten optimaal gebruik van de spoorwegen als aanvoerlijnen. Johnston had het voordeel dat zijn toevoerlijnen korter werden omdat hij zich terugplooide op Atlanta. Shermans aanvoerlijnen werden langer en langer.

## De veldslagen tussen Sherman en Johnston

Kaart van de Atlantaveldtocht

### DeSlag bij Rocky Face Ridge7 meitot13 mei1864
Johnston had zijn leger laten ingraven langs de Rocky Face Ridge en verder in oostelijke richting naar Crow Valley. Toen Sherman de Zuidelijke stellingen naderde, besliste hij om met twee colonnes op te rukken naar de vijand om ze bezig te houden. Een derde colonne stuurde hij via de Snake Creek Gap om de Western and Atlantic Spoorweg bij Resaca aan te vallen. De twee colonnes vielen de Zuidelijken aan bij Buzzard Roost (Mill Creek Gap) en Dug Gap. Ondertussen marcheerde de derde colonne onder leiding van McPherson op via de Snake Creek Gap. Op 9 mei arriveerden ze bij de buitenwijken van Resaca. Op 10 mei trok Sherman met het merendeel van zijn leger eveneens via Snake Creek Gap om McPherson te ondersteunen in zijn aanval op Resaca. Toen Johnston de volgende morgen ontdekte dat Shermans leger vertrokken was, trok hij zijn eigen eenheden terug in zuidelijke richting naar Resaca.

### DeSlag bij Resaca13 meitot15 mei1864
De Noordelijke eenheden testen de Zuidelijke linies rond Resaca om de sterkte van de vijand te achterhalen. Op 14 mei voerden de Noordelijken een grootscheepse aanval uit. Deze aanval werd afgeslagen uitgezonderd op Johnstons rechterflank. Daar kon Sherman echter zijn succes niet verder uitbuiten. Op 15 mei behaalden geen van beide partijen de overhand. Dit veranderde toen Sherman een strijdmacht over de Oostanula-rivier stuurde via Lay’s Ferry om Johnstons aanvoerlijn aan te vallen. Johnston werd hierdoor gedwongen om zich opnieuw terug te trekken.

### DeSlag bij Adairsville17 mei1864
Johnston trok zich terug in zuidelijke richting met Sherman die hem volgde. Omdat er ten zuiden van Calhoun, Georgia geen goede defensieve stellingen voorhanden waren, trok Johnston verder naar Adairsville. De Zuidelijke cavalerie hield Sherman met succes op afstand. Op 17 mei botste Howards IV Corps op de ingegraven infanterie van Hardees korps op ongeveer 3 km ten noorden van de stad. Drie Noordelijke divisies vormden een slaglinie. Thomas stelde de aanval uit door de invallende duisternis. Sherman concentreerde zijn leger om de volgende dag Johnston aan te vallen. Johnston dacht eerst om zijn leger in een vallei bij de stad op te stellen. Deze vallei was echter te breed met alle gevaar voor flankeerbewegingen. Daarom trok Johnston zich opnieuw terug.

### DeSlag bij New Hope Church25 meitot26 mei1864
Tussen 19 mei en 20 mei trok Johnston zich terug via de Allatoona Pass. Een aanval op deze pas zou volgens Sherman te veel slachtoffers eisen. Daarom probeerde hij via de vijandelijke linkerflank als eerste Dallas te bereiken. Johnston had echter dit manoeuvre voorzien en wachtte de Noordelijken op bij New Hope Church. Sherman dacht met de achterhoede te maken te hebben en stuurde Hookers XX Corps erop af. Hookers soldaten kregen het zwaar te verduren. Op 26 mei groeven beide legers zich in.

### DeSlag bij Dallas26 meitot1 juni1864
Shermans leger zocht naar zwakke plekken in de Zuidelijke stellingen. Op 28 mei zocht Hardee naar zwakke plaatsen in de Noordelijke linie en dan voornamelijk in de sector van Logans XV Corps. Op deze twee plaatsen braken er gevechten uit. De Zuidelijken werden teruggedreven en leden de zwaarste verliezen. Sherman probeerde om langs de vijandelijke flanken te glippen. Op 1 juni nam zijn cavalerie de Allatoona Pass in. Daar liep een spoorweg door die belangrijk was voor de bevoorrading van Shermans leger. Sherman verliet op 5 juni zijn stellingen bij Dallas en trok naar de Allatoona Pass. Johnston kon niet anders dan hetzelfde te doen.

### DeSlag bij Pickett's Mill27 mei1864
Na de Noordelijke nederlaag bij New Hope Church kreeg Howard het bevel om Johnstons rechterflank aan te vallen. De Zuidelijken sloegen de aanval met gemak af. De Noordelijken leden opnieuw zware verliezen.

### DeOperaties rond Marietta9 junitot3 juli1864
Op 9 juni bereikten de Noordelijken de Zuidelijke defensieve linie bij Marietta. Sherman liet eigen stellingen aanleggen die de Zuidelijke stellingen overvleugelde. Hierdoor dienden de Zuidelijken deels nieuwe posities in te nemen. Op 14 juni sneuvelde luitenant-generaal Leonidas Polk door een kanonbal toen hij samen met Hardee en Johnston de vijandelijke stellingen observeerde. Hij werd tijdelijk vervangen door generaal-majoor William W. Loring. Op 18 juni en 19 juni trok Johnston zijn leger terug naar een gloednieuwe linie langs de Kennesaw Mountain. Deze boogvormige linie ten westen van Marietta schermde zijn toevoerlijn af, namelijk de Western and Atlantic Spoorweg. Na enkele onsuccesvolle aanvallen bouwde Sherman zijn eigen linie uit langs zijn rechterflank. Dit dwong Johnston om zijn stellingen te verlaten op 2 juli en 3 juli.

### DeSlag bij Kolb's Farm22 juni1864
Toen Sherman de Zuidelijke stellingen langs de Kennesaw Mountain zag, hield hij de Zuidelijken voor hem bezig. Hij bouwde zijn rechterflank verder uit om de Zuidelijke stellingen te overvleugelen en de spoorweg te bedreigen. Als antwoord hierop stuurde Johnston Hoods korps van zijn linker- naar de rechterflank op 22 juni. Toen Hood zijn nieuwe stellingen innam, besliste hij eigenhandig om tot de aanval over te gaan. Gewaarschuwd door verkenners van Hoods bedoelingen lieten de Noordelijke generaals Schofield en Hooker hun soldaten zich ingraven. De Noordelijke artillerie en de moerassige ondergrond bemoeilijkten Hoods aanval die zich uiteindelijk met zware verliezen diende terug te trekken. Shermans poging om de vijandelijke stellingen te overvleugelen was voorlopig mislukt.

### DeSlag bij Kennesaw Mountain27 juni1864
Deze slag was de enige uitzondering in de aanpak van Sherman om frontale aanvallen te vermijden en langs de vijandelijke flank te manoeuvreren. Sherman was ervan overtuigd dat de Zuidelijke stellingen te lang waren voor het aantal manschappen dat Johnston had. Daarom gaf Sherman het bevel tot een frontale aanval met afleidingsaanvallen op de flanken. Na een artilleriebombardement stuurde Sherman op 27 juni zijn infanterie naar voren. In het begin werden de Zuidelijke voorposten ten zuiden van de Burnt Hickory Road ingenomen. Verder raakten ze echter niet. Tegen de middag werd de aanval gestaakt. De Noordelijken verloren 3.000 soldaten tegenover 1.000 Zuidelijke slachtoffers.

### DeSlag bij Pace's Ferry5 juli1864
Johnston stak de Chattahoochee-rivier over. Generaal Howards IV Corps rukte op naar Pace’s Ferry om eveneens over de rivier te geraken. De pontonbrug werd verdedigd door Zuidelijke cavaleristen. Ze werden verdreven door soldaten van brigadegeneraal Thomas J. Woods divisie van het IV Corps. De beschadigde brug viel in Noordelijke handen. Howard wachtte op eigen pontonbruggen om de rivier verderop over te steken en zodoende de Zuidelijken te flankeren. De Zuidelijken trokken zich terug waarop Sherman zijn leger de rivier kon laten oversteken. Johnston nam stellingen in ten zuiden van de Peachtree Creek op ongeveer 5 km ten noorden van Atlanta.

## De veldslagen tussen Sherman en Hood

### DeSlag bij Peachtree Creek20 juli1864
Nadat de Noordelijken de Chattahoochee overgestoken waren, splitste Sherman zijn leger in drie colonnes om de aanval op Atlanta in te zetten. Het Army of the Cumberland nam de linkerflank waar en trok op in noordelijke richting. Schofield en McPherson trokken op in oostelijke richting. Thomas bleef over in het centrum. Johnston besliste om Thomas aan te vallen op het moment dat hij de Peachtree Creek overstak. De Zuidelijke president ontsloeg echter Johnston. Hij benoemde Hood in zijn plaats. Hood nam Johnstons plan over en viel Thomas aan zoals voorzien. De Zuidelijke aanval kende bijna succes. Toch bleef de Noordelijke linie intact en dienden de Zuidelijken zich terug te trekken. De opmars van McPherson vanuit oostelijke richting naar Atlanta leidde Hood af waardoor de extra troepen die eventueel de overwinning konden behalen bij de Creek naar andere sectoren gestuurd werden.

### DeSlag bij Atlanta22 juli1864(July 22)

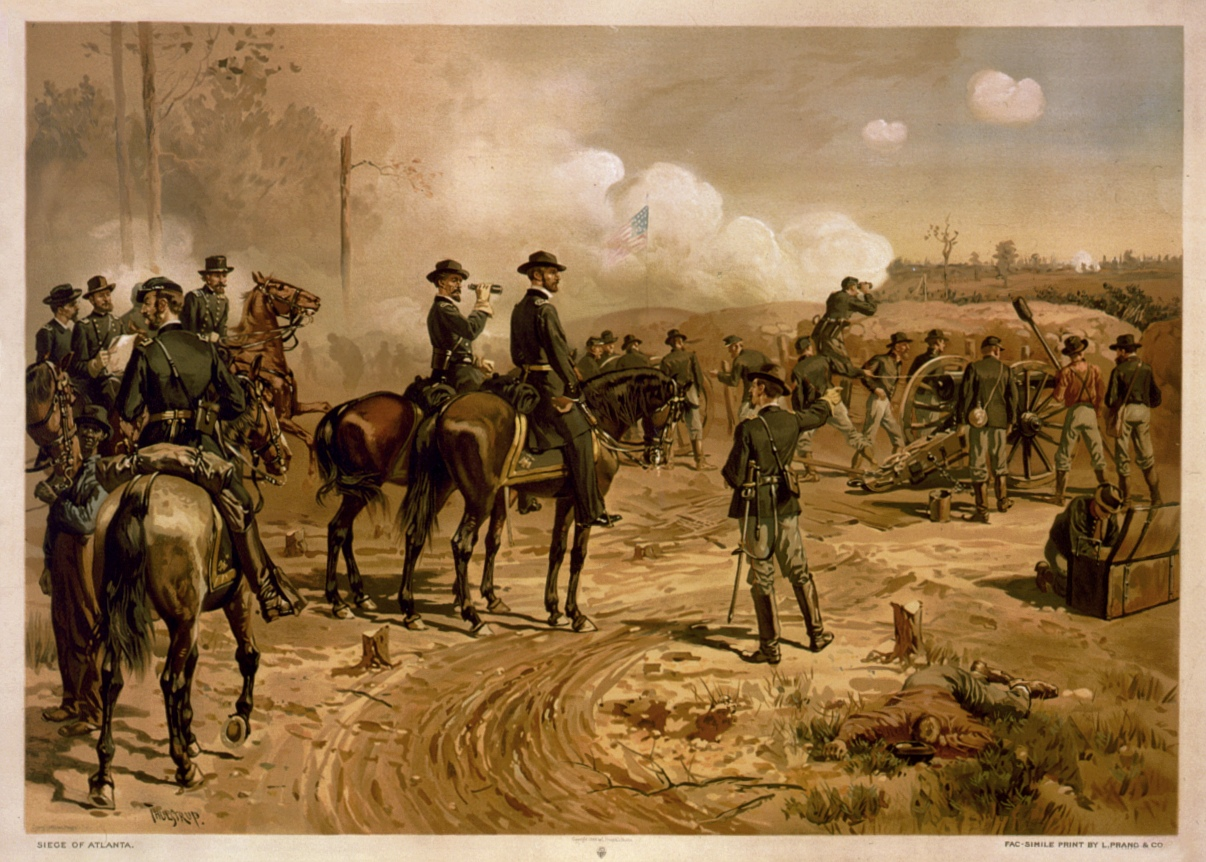
De slag bij Atlanta door Thure de Thulstrup (rond 1888)

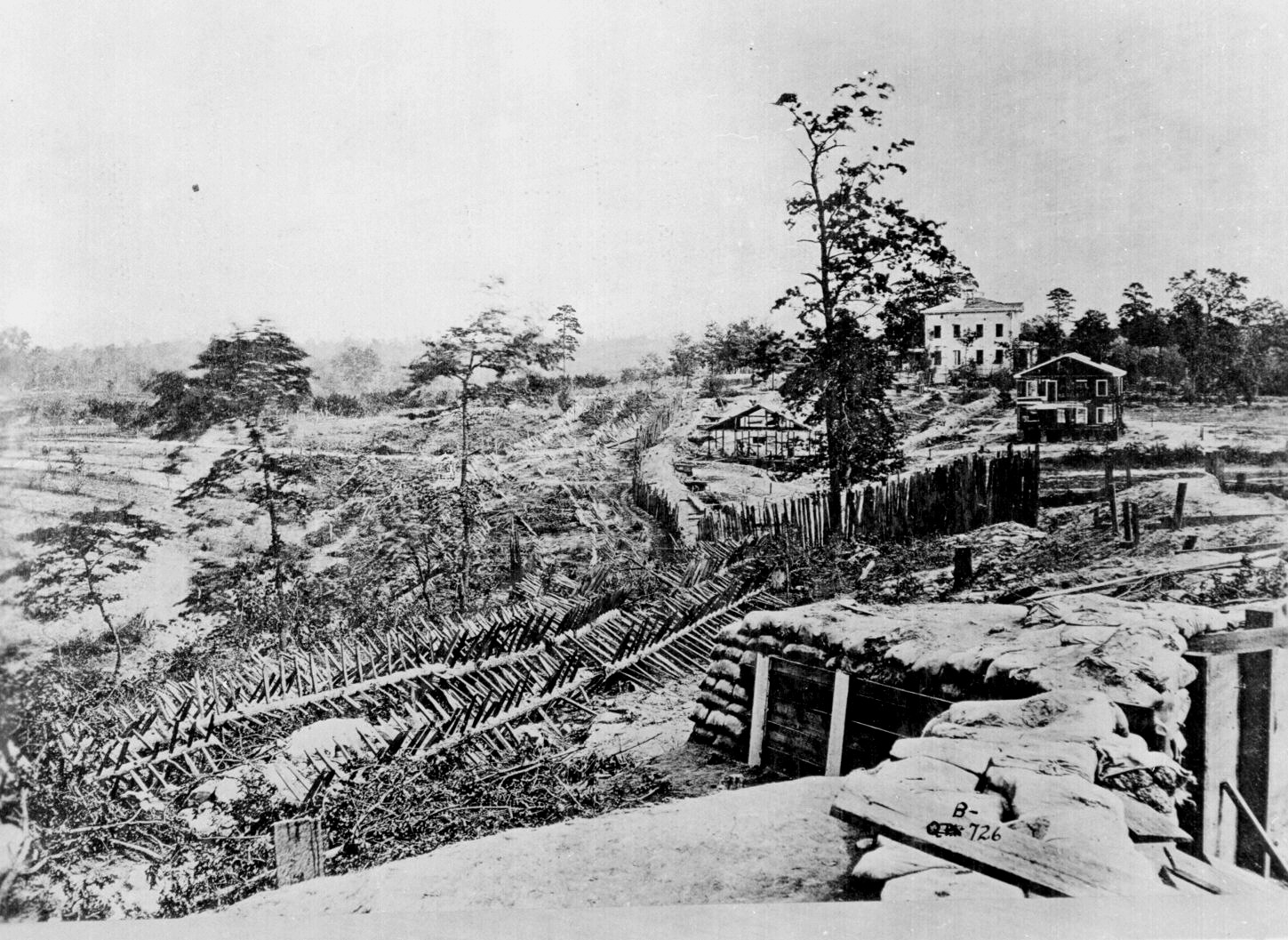
Palisades en friese ruiters voor het Potterhuis, Atlanta, 1864

Hood was vastberaden om het Army of the Tennessee van McPherson aan te vallen. Hij trok zijn hoofdmacht terug uit de buitenste ring van stellingen naar de binnenste ring van stellingen rond Atlanta. Zo hoopte hij Sherman te lokken. Ondertussen stuurde Hood het korps van Hardee op een 24 km lange mars om de onbeschermde Noordelijke linkerflank en achterhoede aan te vallen ten oosten van de stad. Wheelers cavalerie diende de Noordelijke toevoerlijnen aan te pakken. Cheathams korps diende de Noordelijke slaglinie voor de Zuidelijke stellingen aan te vallen. Hood hield echter te weinig rekening met de tijd die Hardee zou nodig hebben voor de mars. Hardee kon pas na de middag tot de aanval overgaan. McPherson, die bezorgd was over zijn linkerflank, stuurde zijn reserves naar voren. Twee van Hoods divisies botsten op het reservekorps, onder leiding van Dodge, en werden verjaagd. In de Noordelijke achterhoede verliep de Zuidelijke opmars niet vlot. De Noordelijke linkerflank had het echter steeds moeilijker om de Zuidelijke aanvallen af te slaan. McPherson werd getroffen door een vijandelijke kogel en overleed ter plaatse. Rond 16.00u brak Cheathams korps door de Noordelijke linies. Geconcentreerd artillerievuur hield echter de Zuidelijke aanval tegen. Logans XV Corps voerde een tegenaanval uit en herstelde zo de eigen linies. Hood leed zware verliezen.

### DeSlag bij Ezra Church28 juli1864
Shermans eenheden hadden Atlanta benaderd vanuit het oosten en noorden. Ze braken echter niet door de Zuidelijke linies. Daarom besliste Sherman de stad vanuit het westen aan te vallen. Het Army of the Tennessee werd van de linkerflank naar de rechterflank verplaatst om de laatste toevoerlijn van Hood af te snijden. Hood, die op een dergelijk manoeuvre berekend was, stuurde de twee korpsen van luitenant-generaal Stephen D. Lee en luitenant-generaal Alexander P. Stewart naar Ezra Church om de Noordelijke troepenmacht te vernietigen. Ook de Noordelijke waren op alles voorzien. Howard, bevelhebber van het Army of the Tennessee, liet een van zijn korpsen zich ingraven op de marsroute van de Zuidelijken. De Zuidelijke aanval werd na een harde strijd met zware verliezen afgeslagen. Howard kon echter de spoorweg, de laatste Zuidelijke aanvoerlijn, niet vernietigen. Ook de volgende pogingen van de Noordelijke cavalerie om de spoorlijn aan te pakken mislukten. De divisie van generaal-majoor Edward M. McCook werd tijdens de Slag bij Brown’s Mill volledig uit elkaar gejaagd. Een andere colonne werd ook terug gedrongen en hun bevelhebber, generaal-majoor George Stoneman werd gevangengenomen.

### DeSlag bij Utoy Creek5 augustustot7 augustus1864
Na de mislukte poging om de Zuidelijke aanvoerlijn te vernietigen, probeerde Sherman zijn rechterflank te vergroten om toch nog de spoorweg uit te schakelen. Hij liet Schofields Army of the Ohio van zijn linkerflank naar zijn rechterflank marcheren en stuurde hem naar de noordelijke oever van de Utoy Creek. Hoewel Schofield reeds op 2 augustus aan Utoy Creek stonden, staken ze samen met het XIV Corps pas op 4 augustus de Creek over. In de vroege ochtend van de volgende dag rukte Schofield verder op. Hij diende echter zijn slaglinie opnieuw te vormen. Dit nam de rest van de dag in beslag. Dit gaf de Zuidelijken de nodige tijd om hun stellingen te versterken. De Noordelijke aanval op 6 augustus werd afgeslagen met aanzienlijke verliezen. De volgende dag namen de Noordelijken stellingen in voor de Zuidelijke hoofdlinie. Ze bleven daar de rest van augustus.

### DeTweede slag bij Dalton14 augustus–15 augustus1864
Wheeler en zijn cavalerie voerde een raid uit in het noorden van Georgia om spoorwegen en voorraden te vernietigen. In de late namiddag van 14 augustus arriveerden ze bij Dalton. Ze eisten de overgave van het garnizoen wat de Noordelijken weigerden. Sterk in de minderheid trokken de Noordelijken zich terug naar een versterkte heuvel net buiten de stad. De gevechten duurden tot na middernacht. Rond 05.00u in de ochtend van de volgende dag trok Wheeler zich terug en botste op de Noordelijke ontzettingsmacht onder leiding van generaal-majoor James B. Steedman. Wheeler trok zich volledig terug.

### DeSlag bij Lovejoy's Station20 augustus1864
Terwijl Wheeler afwezig was, stuurde Sherman de Noordelijke cavalerie onder leiding van brigadegeneraal Judson Kilpatrick eveneens op een strooptocht naar de Zuidelijke aanvoerlijnen. Op 18 augustus vertrok Kilpatrick en vernietigde nog die avond delen van de Atlanta & West Point Spoorweg. Daarna trok hij verder naar Lovejoy’s Station langs de Macon & Western Spoorweg. Ondertussen vernietigden ze het depot in Jonesborough. Op 20 augustus bereikten ze het station en begonnen alles te vernietigen. Toen verscheen de Zuidelijke infanterie onder leiding van Patrick Cleburne. De gevechten duurden tot na zonsondergang. Uiteindelijk trokken de Noordelijken zich terug om omsingeling te voorkomen. Ondanks de schade kon de spoorweg na twee dagen opnieuw in gebruik genomen worden.

### DeSlag bij Jonesborough31 augustus–1 september
Sherman had verschillende keren kleine strooptochten laten uitvoeren tegen de Zuidelijke aanvoerlijnen. De aangebrachte schade kon snel hersteld worden. In de laatste dagen van augustus was Sherman ervan overtuigd dat de Zuidelijken Atlanta dienden de evacueren indien hun aanvoerlijnen volledig onbruikbaar zouden zijn. Daarom stuurden hij zes van zijn zeven korpsen naar de spoorwegen. Op 25 augustus vertrokken ze om de Macon & Western Spoorweg aan te pakken tussen Rough, Ready en Jonesborough. Om zijn aanvoerlijnen te beschermen, stuurde Hood Hardee met twee korpsen om de Noordelijken te onderscheppen en te verjagen. Hood wist echter niet dat vrijwel het volledige Noordelijke leger op weg was. Op 31 augustus viel Hardee twee Noordelijke korpsen aan ten westen van Jonesborough. Deze aanval werd met gemak afgeslagen. Om Atlanta te vrijwaren trok Hood één korps terug tijdens de nacht. De volgende dag braken de Noordelijken door Hardees slaglinie. De Zuidelijken trokken zich terug naar Lovejoy's Station. Tijdens de nacht van 1 september evacueerde Hood Atlanta. Alle militaire voorraden en installaties werden vernietigd. (Deze brand zou opnieuw tot leven komen in de film uit 1939 Gone with the wind.) Noordelijke troepen bezetten de stad op 2 september. Sherman slaagde er echter niet in om Hardees eenheden te vernietigen.

## Gevolgen
Sherman was de overwinnaar. Hood kreeg een reputatie van de meest roekeloze Zuidelijke bevelhebber. De Noordelijken verloren 31.867 soldaten waarvan 4.423 doden, 22.822 gewonden en 4.442 vermisten of gevangenen. De Zuidelijken telden 34.979 slachtoffers waarvan 3.044 doden, 18.952 gewonden en 12.983 vermisten of gevangenen. Hoods leger verliet Atlanta met 30.000 soldaten terwijl Sherman er nog 81.000 onder zijn bevel had. Sherman kon zijn oorspronkelijke opdracht, de vernietiging van het Zuidelijke Army of Tennessee, niet waarmaken. Hij had ze laten ontsnappen. Echter de inname van Atlanta was een grote opsteker voor de Noordelijken en een belangrijke factor in de herverkiezing van Abraham Lincoln.
Na de Atlantaveldtocht diende het Zuidelijke leger nog altijd vernietigd te worden. Dit zou onmiddellijk resulteren in een achtervolging in noordwestelijke richting in de zogenaamde Franklin-Nashvilleveldtocht en na de herverkiezingen in de Noordelijke staten in oostelijke richting met Shermans Mars naar de Zee.

## Aanbevolen lectuur
- Bonds, Russell S. War Like the Thunderbolt: The Battle and Burning of Atlanta. Yardley, PA: Westholme Publishing, 2009. ISBN 978-1-59416-100-1.
- Castel, Albert. Decision in the West: The Atlanta Campaign of 1864. Lawrence: University Press of Kansas, 1992. ISBN 0-7006-0748-X.
- Luvaas, Jay, and Harold W. Nelson, eds. Guide to the Atlanta Campaign: Rocky Face Ridge to Kennesaw Mountain. Lawrence: University Press of Kansas, 2008. ISBN 978-0-7006-1570-4.